# Stadion 4 Sierpnia
Stadion 4 Sierpnia (fr. Stade du 4-Août) – stadion w Wagadugu, stolicy Burkina Faso. Używany głównie do rozgrywania meczów piłkarskich oraz zawodów lekkoatletycznych (posiada bieżnię). Może pomieścić do 40 000 widzów. 
Drużyna Étoile Filante Wagadugu rozgrywa na nim swoje mecze.